# Нижний Сайдыс
Нижний Сайдыс — упразднённое село в Майминском районе Республики Алтай России. Находится на территории Кызыл-Озёкского сельского поселения.

## География
Село было расположено в северо-западной части Республики Алтай, в устье ручья Каинзур, левом притоке реки Сайдыс, по правому её берегу.
Абсолютная высота 767 метров над уровня моря.

## История
В 1920 году в Имеринской волости.

## Транспорт
В селе существовала просёлочная дорога.